# Колелото на късмета
Колелото на късмета е българският вариант на шоуто Wheel of Fortune. Стартира на 18 януари 2010 г. по Нова телевизия. Водещи са Румен Луканов и Жасмина Тошкова.

## Правила на играта
Участниците са трима. Предаването има три кръга. В първия кръг сумите са от 50 до 500 лв. Има два лоши сектора – „Губиш ред“ и „Банкрут“. Във втория кръг сумите са от 50 до 1000 лв. вече има и два сектора „Банкрут“, а също и „Губиш ред“. Третият кръг се казва „Всичко или нищо“. Там вече е добавен най-ужасяващият сектор – „Губиш всичко“. Тоест, че всичко спечелено се губи. Сумите са от 50 до 5000 лв. Участниците играят като въртят колелото и решават пъзели. Секторите се променят всеки кръг. Участникът, които има най-много пари спечелени играе в бонус кръга. Сумите там са от 5000 до 100 000 лв. Участникът върти бонус колелото. То спира на съответния сектор с плик в който има някаква сума пари. Ако участникът реши бонус пъзела печели сумата която е в плика.